# Nodilittorina tuberculata
Nodilittorina tuberculata är en snäckart som först beskrevs av Menke 1828.  Nodilittorina tuberculata ingår i släktet Nodilittorina och familjen strandsnäckor. Inga underarter finns listade i Catalogue of Life.